# Gratioleae
Gratioleae je biljni tribus iz porodice trpučevki (Plantaginaceae, dio potporodice Gratioloideae), 

## Opis
Gratioleae je najbogatije pleme s najvećim brojem vrsta i najvećom morfološkom i ekološkom raznolikošću unutar porodice Plantaginaceae koje obuhvaća oko 30 rodova i 300 vrsta. Studije molekularne filogenije utvrdile su formiranje nekoliko klada unutar plemena.  

## Rodovi
1. Bacopa Aubl. (62 spp.)
2. Geochorda Cham. & Schltdl. (1 sp.)
3. Ildefonsia Gardner (1 sp.)
4. Boelckea Rossow (1 sp.)
5. Fonkia Phil. (1 sp.)
6. Gratiola L. (28 spp.)
7. Mecardonia Ruiz & Pav. (10 spp.)
8. Scoparia L. (10 spp.)
9. Trapella Oliv. (1 sp.)
10. Dopatrium Buch.-Ham. ex Benth. (14 spp.)
11. Deinostema T.Yamaz. (2 spp.)
12. Hydrotriche Zucc. (4 spp.)
13. Limnophila R.Br. (46 spp.)
14. Brookea Benth. (6 spp.)
15. Philcoxia P.Taylor & V.C.Souza (7 spp.)
16. Adenosma R.Br. (20 spp.)
17. Matourea Aubl. (9 spp.)
18. Tetraulacium Turcz. (1 sp.)
19. Dizygostemon (Benth.) Radlk. ex Wettst. (2 spp.)
20. Lapaea Scatigna & V.C.Souza (5 spp.)
21. Stemodia L. (44 spp.)
22. Umbraria Scatigna & V.C.Souza (2 spp.)
23. Leucospora Nutt. (1 sp.)
24. Darcya B.L.Turner & C.P.Cowan (3 spp.)
25. Cheilophyllum Pennell (8 spp.)
26. Schistophragma Benth. ex Endl. (3 spp.)
27. Dintera Stapf (1 sp.)
28. Encopella Pennell (1 sp.)